# Рафеева, Полина Борисовна
Полина Борисовна Рафеева (род. 18 января 2002, Краснокаменск) — российский театральный деятель, актриса театра и кино. Лауреат театральной премии «Хрустальная Турандот 2023», лауреат театральной премии газеты «Московский комсомолец» (2023).

## Биография
Полина Рафеева родилась в 2002 году в Краснокаменске Читинской области.
После завершения обучения в школе в 2019 году поступила в Театральный институт имени Б. В. Щукина. Обучалась в мастерской Анны Леонардовны Дубровской. В сентябре 2021 года будучи студенткой впервые сыграла роль на Вахтанговской сцене в спектакле Владимира Иванова «Кот в сапогах», а в июне 2022 года дебютировала в роли Денизы в постановке «Мадемуазель Нитуш».
В 2023 году удостоена театральной премии «Хрустальная Турандот» в номинации «Лучший дебютант», за роль Анечки в спектакле «Генерал и его семья» и роль Гелены в спектакле «Варшавская мелодия».
В 2023 году стала лауреатом театральной премии газеты «Московский комсомолец». Победила в номинации «Лучший актёрский ансамбль» (Геля — Полина Рафеева, Виктор — Иван Захава, спектакль «Варшавская мелодия»).
В 2024 стала обладателем Премии Председателя Союза театральных деятелей Российской Федерации.

## Критика
Ольга Штраус в Российской газете высказалась:
```
Пожалуй, одно из самых сильных впечатлений спектакля — как юные студенты Полина Рафеева и Иван Захава справляются с такими разновозрастными образами. Двадцатилетняя Гелена — хрупкая, игривая, кокетливая, полная юмора и искрящегося девичьего обаяния, удается актрисе так точно, что честное слово — она затмевает всех иных исполнительниц этой роли.
```

## Репертуар и театральные роли
Театр имени Е. Б. Вахтангова:
- Дениза («Мадемуазель Нитуш»);
- Делла («Рождество на чердаке», новелла «Дары волхвов»);
- Девушка («Платонов. Рассказы»);
- Виржини («Соломенная шляпка»);
- Анечка («Генерал и его семья»);
- Ольга Петровна Елецкая («Нахлебник»);
- Принцесса («Обыкновенное чудо»);
- Марья Гавриловна («Метель»), Барышни-крестьянки («Барышня-крестьянка»), Девушки («Выстрел»), Дети Дуни («Станционный смотритель») — в спектакле «Повести Пушкина».

## Работы в кино
- 2025 — «Почтарь» (в производстве);

## Награды
- 2023 — лауреат национальной театральной премии «Хрустальная Турандот 2023»;
- 2023 — лауреат театральной премии газеты «Московский комсомолец» (2023);
- 2024 — премия Председателя Союза театральных деятелей Российской Федерации.